# Ramzy Al Duhami
Ramzy Al Duhami (in arabo رمزي الدهامي‎?; Riad, 5 gennaio 1972) è un cavaliere saudita.

## Palmarès

### Olimpiadi
- 1 medaglia:
  - 1 bronzo (Londra 2012 nel salto a squadre)